# دبیرخانه بخش پاتادومبارا
دبیرخانه بخش پاتادومبارا (به لاتین: Pathadumbara Divisional Secretariat) یک منطقهٔ مسکونی در سری‌لانکا است که در ناحیه کندی واقع شده‌است.